# جوی پیتس
جوی پیتس (به انگلیسی: Joe Pitts) نمایندهٔ حوزه انتخابیه شانزدهم پنسیلوانیا از حزب جمهوری‌خواه ایالات متحده آمریکا در مجلس نمایندگان ایالات متحده آمریکا است که برای نخستین‌بار در ۱۴ ژانویه ۱۹۹۷ میلادی به‌عضویت این مجلس درآمد.